# سيرجيو أرييل بايز
سيرجيو أرييل بايز (بالإسبانية: Sergio Ariel Páez)‏ هو لاعب كرة قدم أرجنتيني في مركز الوسط، ولد في 30 سبتمبر 1981 في بوينس آيرس في الأرجنتين. لعب مع بوكا جونيورز وسارمينتو دي خونين.